# Ephrussi & Co.
Ephrussi & Co. war ein Privatbankhaus in Wien 9, Wasagasse 2, das 1938 arisiert wurde und unter anderem Firmennamen vom Ariseur weitergeführt wurde, als Bankhaus Steinhäuser, vorm. Ephrussi & Co.

## Firmengeschichte
Die Firma Ephrussi wurde 1856 von Ignaz Ephrussi (1829–1899), der 1871 als Ignaz Ritter von Ephrussi geadelt wurde, als Großhandelshaus in Wien gegründet, jedoch erst 1882 im Wiener Handelsregister als Einzelgroßhandlungs-Firma eingetragen. Ignaz Ephrussi stammte aus Russland. Er soll in Odessa an mehreren Bankengründungen beteiligt gewesen sein. 1856 transferierte er – angeblich aufgrund antisemitischer Vorfälle in Odessa – sein Vermögen nach Wien und gründete noch im selben Jahr in der Metropole der Donaumonarchie ein eigenes Bankhaus mit Filialen in Paris und London. Die Spezialität der Firma Ephrussi war der Handel mit Osteuropa, insbesondere Russland. Legendär wurde ein Coup, der Ignaz Ephrussi 1867 im Getreidehandel gelang, als die Ernte in der Ukraine hervorragend, in Westeuropa aber sehr schlecht ausgefallen war. 1869 konnte er in Wien – als es Juden  möglich wurde – Haus und Grund erwerben, 1871 erreichte er die Nobilitierung und heiratete eine Tochter der vornehmen Familie Porges. Das von Theophil Hansen an der Wiener Ringstrasse errichtete Palais Ephrussi stellte den Höhepunkt des sozialen Aufstieges dar.
Ignaz von Ephrussi hatte seinen Sohn Stefan als Nachfolger im Geschäft vorgesehen. Doch als dieser mit der Frau eines Geschäftsfreundes eine Beziehung einging, die überdies noch eine Geliebte von Ignaz Ephrussi selbst gewesen sein soll, verstieß er ihn. So musste der nächstjüngere Sohn Victor von Ephrussi das Geschäft übernehmen, das nun als Privatbankhaus geführt wurde. Die Firma hatte von vornherein hauptsächlich Bankgeschäfte, vornehmlich mit Osteuropa und vor allem mit Russland, betrieben. Die Firma genoss, so der Großindustrielle Rudolf Gutmann, „in Wien und insbesondere auf der Börse den besten Ruf“, beschäftigte allerdings 1921 nur noch einen einzigen Angestellten und hatte zu diesem Zeitpunkt seit Jahren nur noch als Vermögensverwaltung der Familie Ephrussi gedient. Als Victor Ephrussi 1899 das Geschäft des Vaters übernehmen musste, betrieb er im Grunde nur noch eine Vermögensverwaltung, laut Handelsregister tätigte man ausschließlich Bankgeschäfte. Um 1910 nahm er unter den 926 Millionären Wiens den 258. Rang ein. Das noch immer beträchtliche Vermögen, das er ab 1914 in Kriegsanleihen investierte, wurde durch die Inflation entwertet, die alten Geschäftsbeziehungen nach Osteuropa waren gegenstandslos. Und mit der Bank konnte Ephrussi ohne Kapital nichts mehr verdienen. Das Geschäft war damals nach dem Ersten Weltkrieg  – als gerade in der wildesten Inflationsperiode die unglaublichsten Spekulationsgeschäfte gemacht wurden – nach Ansicht eines interessierten Beobachters „buchstäblich gleich Null“. Victor Ephrussi selbst bekannte, er werde „finanziell allgemein überschätzt“. Er habe, so gestand er ganz offen, nicht wie viele andere sein Vermögen rechtzeitig in fremde Valuta transferiert.
Doch „Ephrussi“ war in der Geschäftswelt immer noch ein guter Name. Internationale Finanziers suchten immer wieder nach renommierten Firmen, die nicht mehr aktiv waren, um sie als „Mantel“ zu übernehmen. Über Vermittlung der befreundeten Familie Gutmann, Kohlenhändler und Bankiers, interessierte sich eine deutsche Großbank, die Disconto-Gesellschaft für Ephrussi. Für die Disconto-Gesellschaft – eine Vorgängerin der Deutschen Bank, mit der sie 1929 fusionieren sollte – konnte die 1921 eingegangene Beteiligung in Wien aber nur interessant sein, wenn sie hier jemanden fand, der fähig war, in der schwierigen Krisenzeit jene Geschäfte, die man überhaupt noch machen konnte, aufzuspüren. Diesen Mann fand sie in Alexander Weiner (1876–1956), der seine Karriere beim Wiener Bankverein begonnen und bei der Allgemeinen Österreichischen Bodencreditanstalt fortgesetzt hatte. Nachdem er im Streit mit dem Präsidenten Rudolf Sieghart aus der Bodencreditanstalt 1923 ausgeschieden war, wurde er der Disconto-Gesellschaft als Chef des Bankhauses Ephrussi & Co. engagiert. Als sich die Disconto-Gesellschaft, mittlerweile seit 1929 mit der Deutschen Bank fusioniert, 1933 aus Österreich zurückzog, konnte Alexander Weiner gemeinsam mit zwei Partnern die Gesellschaftsanteile erwerben. Er besaß nun 60, Victor Ephrussi und Carl August Steinhäusser jeweils 20 Prozent. Ephrussi & Co. wurde nunmehr als Offene Handelsgesellschaft weitergeführt und war bis 1938 an Auslandsgeschäften in großem Umfang beteiligt. Der Firma standen in den USA, in England, Frankreich und in der Schweiz beträchtliche Rembourskredite zur Verfügung, mit denen sie österreichischen Importeuren ihre Einkäufe im Ausland finanzierten.

## Arisierung
1938 wurden nach der Annexion Österreichs durch das nationalsozialistische Deutsche Reich die jüdischen Gesellschafter Alexander Weiner und Victor Ephrussi aus dem Geschäft gedrängt und mussten ihre Anteile an den verbleibenden dritten Gesellschafter, den „nichtjüdischen“ Carl August Steinhäusser verkaufen. Zu diesem Zeitpunkt beschäftigte die Firma vier Prokuristen und war die am dritthöchsten bewertete Wiener Privatbank (nach S. M. v. Rothschild und dem Bankhaus Rosenfeld & Co.).
Ephrussi starb 1945 in Großbritannien, seine Erben erhielten im Rahmen eines Rückstellungsvergleichs eine bescheidene Summe. Alexander Weiner gelang es dagegen, für seinen Geschäftsanteil im Rahmen eines Rückstellungsvergleich, der 1954 abgeschlossen wurde, eine wesentlich höhere Summe zu erkämpfen. Carl August Steinhäusser, der Ariseur, wurde nach 1945 Vizepräsident des Bankenverbandes, Vizepräsident der Börsenkammer und wurde zum Kommerzialrat ernannt. Das 100-jährige Jubiläum von Ephrussi & Co. wollte er nicht feiern.
1970 wurde das Bankhaus – nachdem 1969 die Fa. Gustav Schickedanz & Co. als Gesellschafterin eingetreten war – in die Quellebank umgewandelt. Um 2000 ging diese Firma in der „Entrium Direktbank Austria“ auf.

## Das Bankhaus Ephrussi & Co. im Familienroman
Edmund de Waal, ein Urenkel von Victor Ephrussi, hat 2010 einen Familienroman in Großbritannien veröffentlicht, der 2011 auch auf Deutsch unter dem Titel Der Hase mit den Bernsteinaugen. Das verborgene Erbe der Familie Ephrussi erschien. In diesem Buch wird der Geschichte der Familie Ephrussi liebevoll und einfühlsam nachgespürt. Auch das Bankhaus wird ausführlich erwähnt, ebenso der Ariseur, der „Herr Steinhäusser“. Der Chef des Bankhauses Ephrussi & Co., Alexander Weiner, wird jedoch, es bleibt ein Rätsel, warum, nicht erwähnt.